# مدينة كبيرة
المدينة الكبرى عادة ما تعرف بأنها منطقة حضرية يبلغ مجموع سكانها أكثر من عشرة ملايين شخص. يمكن أن تكون المدينة الضخمة منطقة حضرية واحدة أو منطقتين أو أكثر من المناطق الحضرية التي تتلاقى. يتم تطبيق المصطلحات كونتروباتيون (conurbation)، ومتروبوليس (metropolis) ومتروبلكس (metroplex) أيضا على المدن الضخمة.
اعتبارا من عام 2017، هناك 37 مدينة ضخمة موجودة عبر العالم. وأكبرها المناطق الحضرية في طوكيو وشنغهاي، حيث يبلغ عدد سكان كل منها أكثر من 30 مليون نسمة، ويبلغ عدد سكانها 38.8 مليون نسمة و 35.5 مليون نسمة على التوالي. طوكيو هي أكبر منطقة حضرية في العالم، في حين أن شنغهاي لديها أكبر مدينة سكانية في العالم.
وتتوقع الأمم المتحدة أن يكون هناك 41 مدينة ضخمة بحلول عام 2030.

## أكبر المدن
هذه هي قائمة أكبر المدن والمناطق الحضرية في العالم حسب عدد السكان اعتبارا من عام 2016.
| الرتبة | المدينة الكبيرة | صورة                                    | الدولة                      | القارة          | تعداد السكان |
| ------ | --------------- | --------------------------------------- | --------------------------- | --------------- | ------------ |
| 1      | طوكيو           |                                         | اليابان                     | آسيا            | 38,800,000   |
| 2      | جاكرتا          |                                         | إندونيسيا                   | آسيا            | 31,500,000   |
| 3      | سول             |                                         | كوريا الجنوبية              | آسيا            | 25,514,000   |
| 4      | كراتشي          |                                         | باكستان                     | آسيا            | 24,300,000   |
| 5      | شانغهاي         |                                         | الصين                       | آسيا            | 24,152,700   |
| 6      | مانيلا          |                                         | الفلبين                     | آسيا            | 24,124,000   |
| 7      | نيويورك         |                                         | الولايات المتحدة            | أمريكا الشمالية | 23,632,722   |
| 8      | مومباي          |                                         | الهند                       | آسيا            | 23,614,000   |
| 9      | مدينة مكسيكو    |                                         | المكسيك                     | أمريكا الشمالية | 22,200,000   |
| 10     | دلهي            |                                         | الهند                       | آسيا            | 21,753,486   |
| 11     | بكين            |                                         | الصين                       | آسيا            | 21,516,000   |
| 12     | سان باولو       |                                         | البرازيل                    | أمريكا الجنوبية | 21,250,000   |
| 13     | لاغوس           |                                         | نيجيريا                     | أفريقيا         | 21,000,000   |
| 14     | ووهان           |                                         | الصين                       | آسيا            | 20,600,000   |
| 15     | كيهانشين        |                                         | اليابان                     | آسيا            | 20,260,000   |
| 16     | غوانزو          |                                         | الصين                       | آسيا            | 19,910,000   |
| 17     | تشونغتشينغ      |                                         | الصين                       | آسيا            | 19,384,100   |
| 18     | القاهرة         |                                         | مصر                         | أفريقيا         | 18,810,000   |
| 19     | لوس أنجلوس      |                                         | الولايات المتحدة            | أمريكا الشمالية | 18,550,288   |
| 20     | تشنغدو          |                                         | الصين                       | آسيا            | 18,427,500   |
| 21     | دكا             |                                         | بنجلاديش                    | آسيا            | 18,250,000   |
| 22     | موسكو           |                                         | روسيا                       | أوروبا          | 16,900,000   |
| 23     | تيانجين         |                                         | الصين                       | آسيا            | 15,469,500   |
| 24     | بانكوك          |                                         | تايلاند                     | آسيا            | 15,350,000   |
| 25     | إسطنبول         |                                         | تركيا                       | آسيا، أوروبا    | 14,800,000   |
| 26     | كلكتا           |                                         | الهند                       | آسيا            | 14,766,000   |
| 27     | ريو دي جانيرو   |                                         | البرازيل                    | أمريكا الجنوبية | 14,450,000   |
| 28     | لندن            |                                         | المملكة المتحدة             | أوروبا          | 13,842,667   |
| 29     | بوينس آيرس      |                                         | الأرجنتين                   | أمريكا الجنوبية | 13,834,000   |
| 30     | طهران           |                                         | إيران                       | آسيا            | 13,700,000   |
| 31     | كينشاسا         |                                         | جمهورية الكونغو الديمقراطية | أفريقيا         | 12,500,000   |
| 32     | باريس           |                                         | فرنسا                       | أوروبا          | 12,405,426   |
| 33     | شنجن            |                                         | الصين                       | آسيا            | 12,250,000   |
| 34     | هاربن           |                                         | الصين                       | آسيا            | 11,635,971   |
| 35     | راين-رور        |                                         | ألمانيا                     | أوروبا          | 11,316,429   |
| 36     | لاهور           |                                         | باكستان                     | آسيا            | 10,551,472   |
| 37     | تشيناي          | The Ripon Building، Chennai Corporation | الهند                       | آسيا            | 10,108,888   |

## التاريخ
مصطلح «المدينة الضخمة» دخل الاستخدام المشترك في أواخر القرن الـ 19 أو أوائل القرن الـ 20، واحد من أقدم الاستخدامات الموثقة كان من قبل جامعة تكساس في عام 1904. في البداية استخدمت الأمم المتحدة هذا المصطلح لوصف المدن التي لديها 8 ملايين أو أكثر من السكان، ولكن يستخدم الآن على عتبة الـ 10 ملايين نسمة.
في عام 1800، كان 3٪ فقط من سكان العالم يعيشون في المدن، وهو رقم ارتفع إلى 47٪ بحلول نهاية القرن العشرين. وفي عام 1950، كان هناك 83 مدينة يتجاوز عدد سكانها مليون نسمة؛ وبحلول عام 2007، ارتفع هذا الرقم إلى 468. وتتوقع الأمم المتحدة أن يبلغ عدد سكان الحضر اليوم الذي يبلغ 3.2 مليار نسمة إلى ما يقرب من 5 مليارات نسمة بحلول عام 2030، حيث سيعيش ثلاثة من كل خمسة أشخاص في المدن. وستكون هذه الزيادة أكثر دراماتيكية في القارات الأقل حضرا، وآسيا وأفريقيا. وتشير المسوح والتوقعات إلى أن جميع النمو الحضري على مدى السنوات ال 25 المقبلة سيكون في البلدان النامية. ويعيش الآن مليار شخص، أي ما يقرب من سابع سكان العالم، في مدن شاسعة. وفي العديد من البلدان الفقيرة، تشهدالمناطق العشوائية المكتظة ارتفاع معدلات المرض بسبب الظروف غير الصحية، وسوء التغذية، ونقص الرعاية الصحية الأساسية. وبحلول عام 2030، سيعيش أكثر من بليوني شخص في العالم في أحياء فقيرة. ويعيش أكثر من 90 في المائة من سكان الحضر في إثيوبيا وملاوي وأوغندا، وهي ثلاثة من أكثر بلدان العالم ريفية، في الأحياء الفقيرة.
وبحلول عام 2025، ستكون آسيا وحدها لديها 30 مدينة على الأقل، بما في ذلك مومباي، الهند (البالغ عدد سكانها 20.75 مليون نسمة في 2015)، وشنغهاي، الصين (البالغ عدد سكانها 35.5 مليون نسمة في 2015)، ودلهي، الهند (البالغ عدد سكانها 21.8 مليون نسمة في 2015)، وطوكيو، اليابان (عدد السكان 38.8 مليون نسمة في 2015) وسول، كوريا الجنوبية (عدد سكان 25.6 مليون نسمة في 2015). لاغوس، نيجيريا شهدت نمواً من 300,000 في عام 1950 إلى ما يقدر ب 15.2 مليون اليوم.

### النمو
كانت روما، منذ ما يقرب من خمسمائة عام، أكبر وأغنى وأهم مدينة سياسيا في أوروبا. وقد تجاوز عدد سكانها مليون شخص بحلول نهاية القرن الأول قبل الميلاد. بدأ سكان روما في الانخفاض في عام 402 ميلادي من 395 إلى 423 عندما نقل فلافيوس أونوريوس، الإمبراطور الروماني الغربي، الحكومة إلى رافينا وانخفض عدد سكان روما إلى 20,000 فقط خلال العصور الوسطى المبكرة، مما أدى إلى تقليص المدينة المترامية الأطراف إلى مجموعات من المباني المأهولة التي تتخللها مناطق الخراب والنباتات.
بغداد كانت على الأرجح أكبر مدينة في العالم بعد فترة وجيزة من تأسيسها في عام 762 م حتى 930، مع بعض التقديرات التي ترجح زيادة عدد سكانها عن مليون نسمة. عانت العاصمة الصينية تشانغآن وكايفنغ أيضا من ازدهار سكاني ضخم خلال الامبراطوريات المزدهرة. ووفقا للتعداد السكاني في عام 742 المسجل في كتاب تانغ الجديد، تم حساب 362,921 أسرة بعدد 1,960,188 شخصا في جينغزهاو فو (府 府)، منطقة العاصمة بما في ذلك المدن الصغيرة في محيط تشانغآن. مستوطنة القرون الوسطى المحيطة بأنكور، عاصمةالإمبراطورية الخميرية التي ازدهرت بين القرنين التاسع والخامس عشر، كان من الممكن أن تدعم سكانا يصل عددهم إلى مليون شخص.
من 1825 إلى 1918 كانت لندن أكبر مدينة في العالم، مع نمو السكان بسرعة، وكانت أول مدينة يصل عدد سكانها إلى أكثر من 5 ملايين في عام 1900. في عام 1950، كانت مدينة نيويورك هي المنطقة الحضرية الوحيدة بتعداد سكاني يزيد عن 10 ملايين نسمة. وحدد الجغرافيون 25 منطقة من هذه المناطق اعتبارا من أكتوبر / تشرين الأول 2005، بالمقارنة مع 19 مدينة ضخمة في عام 2004، و 9 مناطق فقط في عام 1985. وقد حدثت هذه الزيادة مع انتقال سكان العالم نحو مستويات التحضر المرتفعة (75-85٪) في أمريكا الشمالية وأوروبا الغربية.
 ومنذ العقد الأول من القرن الحادي والعشرين، كانت أكبر منطقة ضخمة في منطقة طوكيو الكبرى. ويشمل التعداد السكاني لهذه التجمعات الحضرية مناطق مثل يوكوهاما وكاواساكي، ويقدر عدد السكان بـ 37 إلى 38 مليون نسمة. ويمكن حساب هذا الاختلاف في التقديرات بتعريفات مختلفة لما تشمله المنطقة. وفي حين أن محافظات طوكيو وشيبا وكناغاوا وسايتاما مشمولة عادة في المعلومات الإحصائية، فإن مكتب الإحصاءات الياباني لا يشمل سوى المنطقة الواقعة على بعد 50 كيلومترا من مكاتب حكومة طوكيو الكبرى في شينجوكو، وبذلك يصل إلى تقديرات أصغر للسكان. وهناك مسألة مميزة من المدن الكبرى هي صعوبة تحديد حدودها الخارجية وتقدير السكان بدقة.
وهناك قائمة أخرى تقوم بتعريف المدن الكبرى أنها تجمعات حضرية بدلا من المناطق الحضرية. واعتبارا من عام 2010، هناك 25 مدينة ضخمة بهذا التعريف، مثل طوكيو. مصادر أخرى تصنف ناغويا وراين-رور باعتبارها من المدن الكبرى.

## التحديات

### الأحياء الفقيرة
وفقا للأمم المتحدة، انخفضت نسبة سكان الحضر الذين يعيشون في الأحياء الفقيرة من 47 % إلى 37 % فيالعالم النامي بين عامي 1990 و 2005. ومع ذلك، ونظرا لارتفاع عدد السكان، فإن العدد المطلق لسكان الأحياء الفقيرة آخذ في الارتفاع. وغالبية هذه البلدان تأتي من هامش الحدود الحضرية، الواقعة في مستوطنات قانونية وغير قانونية مع عدم كفاية المساكن والمرافق الصحية. وقد أسفر هذا عن الهجرة الجماعية سواء الداخلية أو الخارجية إلى المدن التي تسببت في معدلات نمو لسكان الحضر وتركيزات مكانية لم يسبق لها مثيل في التاريخ. هذه القضايا تثير مشاكل في المجالات السياسية والاجتماعية والاقتصادية غالبا ما يحصل سكان الأحياء الفقيرة على قدر قليل من التعليم أو الرعاية الصحية أو الاقتصاد الحضري.

### الجريمة
عدم توفر البنية الأساسية المناسبة والكافية والخدمات العامة (مثل المرافق الصحية المناسبة والإسكان والتعليم والرعاية الصحية) لدعمالنمو السكاني لا يؤدي فقط إلى نمو الأحياء الفقيرة، بل يولد السخط بين سكان الحضر، مما يؤدي إلى ارتفاع معدلات الجريمة، كما هو واضح في المدن الكبرى المتنامية مثل كراتشي ومومباي والقاهرة وريو دي جانيرو ولاغوس.

### التشرد
كثيرا ما تحتوي المدن العظمى على أعداد كبيرة من المشردين. ويختلف التعريف القانوني الفعلي للتشرد من بلد إلى آخر، أو بين كيانات أو مؤسسات مختلفة في نفس البلد أو المنطقة.
في عام 2002، أظهرت الأبحاث أن الأطفال والأسر هم أكبر شريحة متزايدة من السكان المشردين في الولايات المتحدة، وقد عرض هذا تحديات جديدة، وخاصة في الخدمات، للوكالات. في الولايات المتحدة الأمريكية، طلبت الحكومة من العديد من المدن الكبرى أن تضع خطة مدتها عشر سنوات لإنهاء التشرد. وأحد نتائج ذلك كان حل «الإسكان أولا»، بدلا من أن يظل هناك شخص بلا مأوى في مأوى طوارئ للمتشردين، وكان يعتقد أنه من الأفضل أن يحصل بسرعة على مسكن دائم من نوع ما وخدمات الدعم اللازمة للمحافظة على المنزل الجديد. ولكن هناك العديد من المضاعفات مع هذا النوع من البرامج ويجب التعامل معها لجعل هذه المبادرة تعمل بنجاح على المدى المتوسط والطويل.

### الازدحام المروري

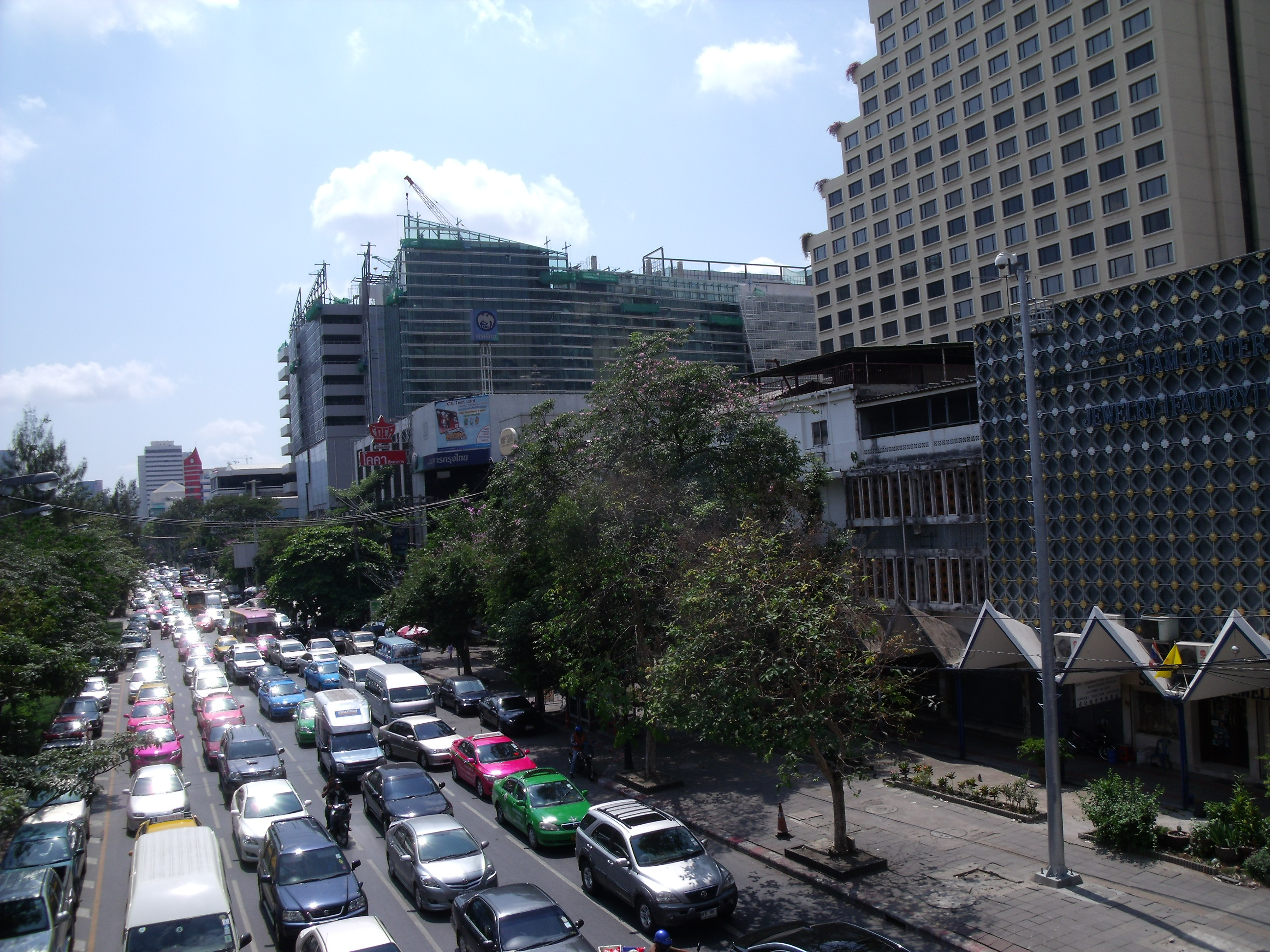
تشتهر بانكوك بازدحامها المروري.

الازدحام المروري أصبح شرطا على شبكات الطرق والذي يحدث مع زيادة الاستخدام، ويتميز بسرعات أبطأ للتحرك، وأوقات أطول للرحلة، وزيادة التلوث، وزيادة اصطفاف المركبات. ويقدر معهد النقل في تكساس أنه في عام 2000، شهدت أكبر 75 منطقة حضرية تأخيراً يقدر بـ 3,6 مليار ساعة للمركبة، مما أدى إلى استنذاف 5,7 مليار جالون أمريكي (21,6 مليار لتر) في الوقود المهدر و 67,5 مليار دولار في فقدان الإنتاجية، أو حوالي 0.7٪ من الناتج المحلي الإجمالي للبلاد. كما قدر أن التكلفة السنوية للازدحام لكل سائق كانت حوالي 1000 دولار في المدن الكبيرة جدا و 200 دولار في المدن الصغيرة. ازدحام المرور يزداد في المدن الكبرى، وتزداد حالات التأخير في المدن الصغيرة والمناطق الريفية.

### الزحف العمراني

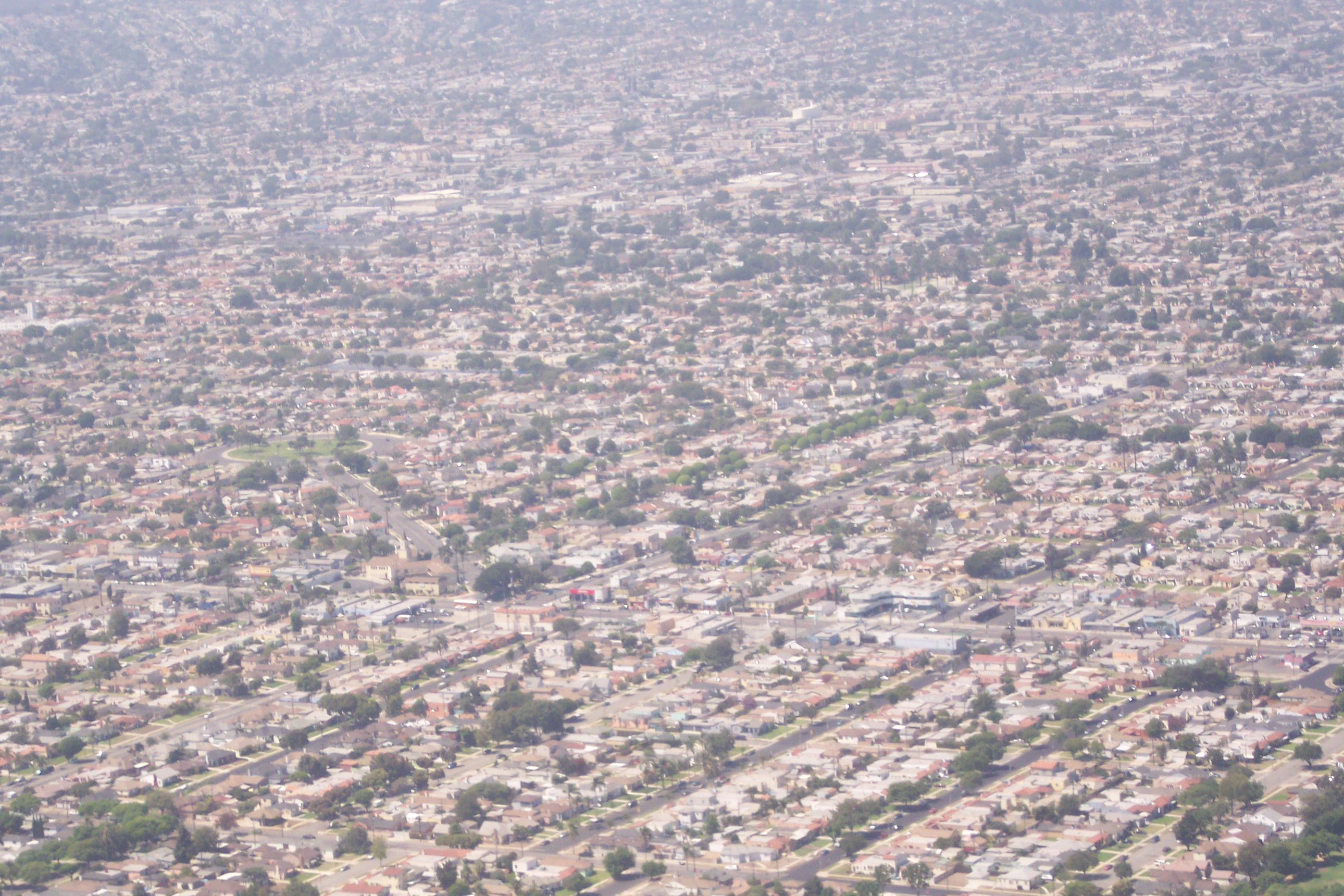
مساحة أرض مسطحة في منطقة لوس انجليس الكبرى في ولاية كاليفورنيا الأمريكية مليئة تماما بالمنازل والمباني والطرق والطرق السريعة. وتساهم المناطق التي تم تشيدها في التوسع الحضري.

ويمثلالزحف العمراني، الذي يعرف أيضا باسم زحف الضاحية (suburban sprawl)، مفهوما متعدد الأوجه، يشمل انتشار مدينة وضواحيها إلى ريفها لتنمية منخفضة الكثافة تعتمد على السيارات في الأراضي الريفية، مع سمات التصميم المرتبطة بها التي تشجع على الاعتماد على السيارات. ونتيجة لذلك، يرى بعض النقاد أن الزحف له بعض المساوئ بما في ذلك مسافات النقل الأطول إلى العمل، والاعتماد على السيارات العالية، وعدم كفاية المرافق (مثل الصحة والتعليم وما إلى ذلك) وارتفاع تكاليف البنية التحتية لكل شخص. وغالبا ما تكون المناقشات والمناقشات المتعلقة بالامتداد مفرطة بسبب الغموض المرتبط بهذه العبارة. على سبيل المثال، يقيس بعض المعلقين الزحف فقط بمتوسط عدد الوحدات السكنية لكل فدان في منطقة معينة. ولكن البعض الآخر يربطها باللامركزية (انتشار السكان بدون مركز محدد جيدا)، والانقطاع (قفزة التنمية)، وفصل الاستخدامات، وما إلى ذلك.

### الاستطباق
يشير الاستطباق والتجديد الحضري إلى التغيرات الاجتماعية والثقافية في منطقة ما والناتجة عن اشتراء الأثرياء للعقارات السكنية في مجتمع أقل ازدهارا. ونتیجة للاستطباق، یزداد متوسط الدخل ويتقلص متوسط حجم الأسرة في المجتمع، مما قد یؤدي إلی الإخلاء الاقتصادي غیر الرسمي للمساکن ذوي الدخل المنخفض، بسبب ارتفاع الإیجارات وأسعار المنازل وضرائب الممتلکات. وهذا النوع من التغير السكاني يقلل من استخدام الأراضي الصناعية عندما يعاد تطويرها لأغراض التجارة والإسكان. وبالإضافة إلى ذلك، تميل الأعمال التجارية الجديدة، التي تخدم قاعدة أكثر ثراء من المستهلكين، إلى الانتقال إلى المناطق التي كانت محبطة سابقا، مما أدى إلى زيادة النداء الموجه إلى المهاجرين الأكثر ثراء وخفض إمكانية الوصول إلى السكان الأصليين الأقل ثراء.

### تلوث الهواء
تلوث الهواء هو مقدمة للغلاف الجوي المكون من المواد الكيميائية أو الجسيمات أو المواد البيولوجية التي تسبب ضررا أو إزعاجا للإنسان أو الكائنات الحية الأخرى، أو تلحق الضرر بالبيئة الطبيعية. تواجه العديد من المناطق الحضرية مشاكل كبيرة مع الضباب الدخاني، وهو نوع من تلوث الهواء المستمد من انبعاثات المركبات من محركات الاحتراق الداخلي والأبخرة الصناعية التي تتفاعل في الغلاف الجوي مع أشعة الشمس لتشكيل الملوثات الثانوية التي تتضافر أيضا مع الانبعاثات الأولية لتشكيل الضباب الدخاني الكيميائي الضوئي.
ينتجالضباب الدخاني أيضا بسبب الكميات الكبيرة من حرق الفحم، مما يخلق خليط من الدخان وثاني أكسيد الكبريت. وكان استهلاك الفحم العالمي حوالي 6,743,786,000 طن قصير في عام 2006 ومن المتوقع أن يزيد 48٪ إلى 9.98 مليار طن قصير بحلول عام 2030. أنتجت الصين 2.38 مليار طن في عام 2006. أنتجت الهند حوالي 447.3 مليون طن في عام 2006. 68.7٪ من الكهرباء في الصين تأتي من الفحم. تستهلك الولايات المتحدة الأمريكية حوالي 14٪ من الإجمالي العالمي، وتستخدم 90٪ منها لتوليد الكهرباء.

### الطاقة والموارد المادية
حجم وتعقيد المدن الضخمة يثير تحديات اجتماعية وبيئية هائلة. ما إذا كانت المدن الكبرى يمكن أن تتطور بشكل مستدام يعتمد إلى حد كبير على كيفية الحصول علي مواردها من الطاقة والموارد، ومشاركتها، وإدارتها. وهناك ترابط بين استهلاك الكهرباء والتدفئة واستخدام الوقود الصناعي واستخدام الطاقة والنقل البري واستهلاك المياه وتوليد النفايات وإنتاج الصلب من حيث مستوى الاستهلاك ومدى كفاءة استخدام الموارد.

## في الخيال العلمي
تعد المدن الضخمة خلفية شائعة في الخيال العلمي، مع أمثلة مثل الزحف في نيورومانسر لويليام جيبسون، وميغا سيتي وان، وهي مدينة ضخمة يتراوح عدد سكانها بين 50 و 800 مليون شخص (تقلبات بسبب الحرب والكوارث) في شرق ساحلالولايات المتحدة، في قصص جادج دريد. في الرجل المدمر، تم تشكيل مدينة ضخمة تدعى «سان أنجلس» من انضمام لوس انجليس وسانتا باربرا وسان دييغو والمناطق المحيطة بها بعد زلزال هائل في عام 2010. المدن الكبرى الخيالية مثل ترانتور والكوروسكانت في سلسلة الكتب لمؤسسة إسحاق أسيمو (لديها تعداد سكاني يبلغ 2 تريليون نسمة) في عالم حرب النجوم.